# Riggs mot Palmer
Riggs vs Palmer var ett mål i New Yorks appellationsdomstol 1889, där domstolen vägde rättsprincipen ingen skall skörda vinning av sin egen orättsgärning mot den gällande lagen, och slog fast att en mördare inte kan ta arv efter sitt offer, trots att lagen inte stadgade om några undantag från arvsrätten. Utslaget blev prejudicerande.